# Michael Jordan
Michael Jeffrey Jordan (New York, 17 februari 1963) is een Amerikaans voormalig basketbalspeler en baseballspeler. Hij wordt over het algemeen beschouwd als een van de beste basketbalspelers aller tijden.

## College
Jordan speelde tussen 1980 en 1984 collegebasketbal bij UNC (University of North Carolina), de Tar Heels van coach Dean Smith. In de finale van het NCAA-toernooi van 1982 (in de strijd om de nationale titel) scoorde hij (in zijn eerste seizoen als collegebasketballer) de laatste twee punten en bepaalde de eindstand op 63-62 in een overwinning op Georgetown. Dit betekende meteen de eerste titel voor coach Smith. Zowel in 1983 als 1984 werd hij door Sporting News als Player of the Year gekozen en in 1984 ontving hij de Wooden en Naismith Awards, twee van de meest prestigieuze collegetitels voor beste collegebasketballer van het jaar. Hij moest nog aan zijn laatste jaar op de universiteit beginnen, maar besloot om zijn studie voorlopig te onderbreken en te kiezen voor de NBA: hij stelde zich beschikbaar voor de NBA Draft van 1984, waarin NBA teams kunnen kiezen uit nieuw talent, voornamelijk uit het collegebasketbal, maar tegenwoordig ook uit het buitenland.

## NBA: de beginjaren
Met de derde keuze kozen de Chicago Bulls Jordan uit de NBA Draft. Iedereen stond versteld dat de tweevoudig Collegespeler van het Jaar niet als tweede werd gekozen, maar de Portland Trail Blazers kozen voor lengte (Sam Bowie), terwijl al duidelijk was dat Akeem Olajuwon (die later een H zou toevoegen aan zijn voornaam) naar 'hometown' Houston zou gaan. Nog voordat zijn carrière van start ging, deed Jordan mee aan de Olympische Spelen van 1984 in Los Angeles, en met Team USA won hij goud (mede-Olympiërs van toen waren o.a. Patrick Ewing en Chris Mullin, met wie hij in 1992 wederom goud zou winnen).
In zijn derde wedstrijd als prof scoorde hij al 37 punten, een kleine voorbode van wat komen zou: 49 punten tegen de Detroit Pistons, 5 dagen voor zijn 22e verjaardag. Dit betekende een rookie-record, dat pas verbroken zou worden in 1996/1997 door Allen Iverson. Hij eindigde het seizoen met 28,2 punten gemiddeld en werd bekroond met de Rookie of the Year-Award (Nieuwkomer van het jaar).
In zijn tweede seizoen speelde hij nauwelijks, vanwege een gebroken voet, maar ondanks zijn afwezigheid plaatste Chicago zich voor de play-offs. In de eerste ronde mocht het team uit de Windy City het opnemen tegen de Boston Celtics van Larry Bird, Kevin McHale en Robert Parish. Hoewel ze drie wedstrijden op rij verloren en dus de eerste ronde niet doorkwamen, scoorde Jordan in een van die partijen 63 punten (een play-off-record) en ontlokte daarmee bij Larry Bird de reactie: "I think it's just God disguised as Michael Jordan". Jordan was toen net 23 jaar oud.
De 'outburst' tegen Boston was slechts het begin van wat van Jordan een legende zou maken. In het seizoen '86-'87 werd hij voor het eerst topscorer (o.a. door negenmaal op rij 40 of meer punten te scoren) en met de 37,1 punten per wedstrijd was hij de enige die in de buurt kwam van de statistieken van de legendarische Wilt Chamberlain. Ondanks het scoringsgeweld van Jordan, werden de Bulls voor het tweede jaar op rij met 3-0 door de Celtics uit de play-offs gegooid.
Het seizoen 87/88 staat te boek als een van Jordans beste, hoewel er geen kampioenschap werd gewonnen. Hij werd voor de tweede maal topscorer, werd gekozen tot meest waardevolle speler (MVP), Defensive Player of the Year, MVP van de All Star Game (mede door 40 punten te scoren, een All-Star record), won de Slam Dunk Contest tijdens het All-Star Weekend, en werd gekozen in het All NBA First Team en All Defensive First Team (beide voor de eerste keer). Ditmaal bereikten de Bulls in de play-offs de volgende ronde, maar een nieuwe 'nemesis' werd gevonden: de Detroit Pistons, onder aanvoering van Isiah Thomas, Joe Dumars en het opkomende verdedigende talent Dennis Rodman. De Bulls verloren met 4-1, maar dat werd niet als een schande beschouwd: de Pistons stootten door tot de finale, waarin ze verloren van de Lakers. Zowel in 1989 als in 1990 zouden de Bulls in de Conference Finals (de finale van play-offteams uit het Oosten, waarvan de Bulls deel uitmaakten) verliezen van diezelfde Pistons, die een effectief defensie-systeem hadden bedacht: de "Jordan Rules", die ervoor zorgden dat Jordan continu dubbel en soms door drie man werd bewaakt.

## Veranderingen
Doordat de Bulls te veel op Jordan moesten leunen, besloot het management van de club om een aantal spelers van kaliber te halen. Forward/center Horace Grant werd opgesteld en de veelzijdige 'small forward' Scottie Pippen werd gehaald uit dezelfde "draft" (hij was al gekozen  door Seattle, maar werd geruild met de door Bulls gekozen center Olden Polynice). De echte verandering kwam in 1989. Coach Doug Collins werd ontslagen en assistent Phil Jackson werd aangesteld als nieuwe Head Coach. Hij en assistent Tex Winters hadden een ingewikkeld systeem bedacht, genaamd de Triangle Offense (ofwel de Triple Post). Het komt er in het kort op neer dat met vijf spelers drie driehoeken worden gevormd. Die driehoeken zijn de pass-lijnen. Deze tactiek was het laatste stukje van de puzzel voor Jordan en zijn team om succesvol te worden. In 1990 lukte dit nog niet echt, maar dat kwam doordat het team nog niet wist hoe ze de Pistons moesten aanpakken. In 1991 veranderde echter alles.

## Kampioenen
Voor de vijfde maal op rij werd Jordan topscorer en leidde ze wederom naar de Conference Finals, opnieuw tegen de Pistons. Ditmaal werd de Triangle Offense beter begrepen. De Pistons werden met 4-0 verslagen en de wereld kon zich opmaken voor een tweestrijd tussen Jordan en de leider van de Los Angeles Lakers, Earvin "Magic" Johnson, die zijn team tussen 1980 en 1988 naar 5 NBA-titels leidde. De Lakers legden het af tegen de ontketende Bulls: 4-1. Jordan maakte in een van de finalewedstrijden "The Move": Tijdens een aanval sneed hij door het midden van de bucket, ontving de pass en ging omhoog voor de eenhandige dunk, die hij makkelijk had kunnen maken. Hij zag echter in zijn ooghoek een verdediger van de Lakers aanstalten maken om omhoog te gaan en hij besloot anders: in 'mid-air' veranderde hij van hand en 'scoopte' de bal via de linkerzijde van het bord binnen.
Tweemaal zouden de Bulls hun titel met succes verdedigen: in 1992 tegen de Portland Trail Blazers van Clyde "The Glide" Drexler en in 1993 tegen de Phoenix Suns van de MVP van dat seizoen, Charles Barkley (die overigens dat seizoen van Philadelphia overgekomen was). Jordan werd in 1993 de derde speler ooit die in de NBA-finale twee wedstrijden achter elkaar 40 of meer punten maakte (na Jerry West in zowel 1965 als 1969 en Rick Barry in 1967) en de eerste die dat in vier wedstrijden achter elkaar deed.

## Moord op zijn  vader
Tijdens de play-offs in 1993 ontstond er een controverse rondom Jordan doordat hij gesignaleerd werd terwijl hij aan het gokken was. In datzelfde jaar gaf hij toe meer dan vijftigduizend dollar te hebben verloren met gokken.
Op 6 oktober 1993 kondigde Jordan aan te stoppen met basketbal, omdat hij zijn verlangen om het spel te spelen had verloren. Later zou hij toegeven dat de moord op zijn vader in juli van dat jaar een belangrijke rol had gespeeld bij zijn beslissing om te stoppen. 

## Honkbalcarrière

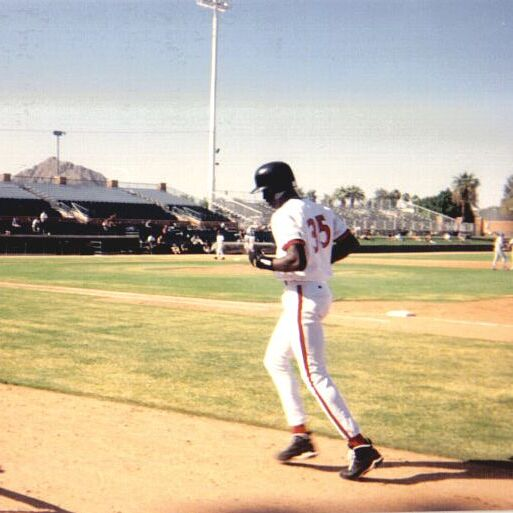
Jordan terwijl hij voor de Scottsdale Scorpions speelt.

Jordan verraste de wereld door aan te kondigen professioneel honkballer te willen worden. Hij tekende een contract bij de Chicago White Sox om in de minor league te gaan spelen. De White Soxs leenden hem uit aan Birmingham Barons. Zijn slaggemiddelde was .202. Hij sloeg drie homeruns. Daarmee was Jordan een van de slechtst scorende spelers in de League. In 1994 speelde hij ook voor de Scottsdale Scorpions in de Arizona Fall League. Daar lag zijn slaggemiddelde hoger op .252. Na een conflict met de White Soxs in het voorjaar van 1995 omdat deze Jordan tegen de afspraken in als stakingsbreker willen inzetten in een demonstratiewedstrijd besloot Jordan te stoppen met honkballen. Bij zijn beslissing speelde ook mee dat het perspectief om ooit in de Major League uit te komen klein was.

## Come Back Kid
Na zijn hierboven omschreven pensioen, de dood van zijn vader en omzwervingen in de honkbalwereld, keerde Jordan in maart 1995 met drie woorden terug in de NBA: "I'm back". Al in zijn vijfde wedstrijd scoorde hij 55 punten tegen de vijand van de jaren 90, de New York Knicks. In dat jaar werden de Bulls in de halve finales van de Eastern Conference door de Orlando Magic van Shaquille O'Neal en Anfernee "Penny" Hardaway met 4-2 verslagen. Orlando Magic zou uiteindelijk de finale halen en die met 4-0 verliezen van de Houston Rockets van Hakeem Olajuwon (in hetzelfde jaar gedraft als Jordan). De Bulls zouden sportieve revanche nemen.
In zijn eerste volledige seizoen na de comeback werd Jordan voor de achtste maal topscorer van de NBA, maar iets veel memorabelers geschiedde: de Bulls werden het eerste team in de geschiedenis van de NBA (die sinds 1947 officieel bestaat) dat 70 wedstrijden won. Ze wonnen er zelfs 72 van de 82. Er volgden nog meer prijzen voor teamleden: Jordan werd MVP, Phil Jackson werd Coach Of The Year, forward Toni Kukoc werd beste zesde man. In de finals versloegen de Bulls de Seattle Supersonics van Shawn "the Reignman" Kemp en Gary "the Glove" Payton. De Bulls zouden hun titel succesvol verdedigen door tweemaal op rij de Utah Jazz van Hall of Fame-tandem Karl Malone (The Mailman) en John Stockton met 4-2 te verslaan. De Bulls hadden iets voor elkaar gekregen wat zelfs de machtige Celtics in de jaren 50 en 60 niet voor elkaar kregen: twee aparte "Three-Peats" (drie opeenvolgende titels).
Jordan won in al die jaren ook de Finals MVP-Award en verbrijzelde daarmee het oude record van "Magic" Johnson (drie).

## Tweede comeback: de Wizards

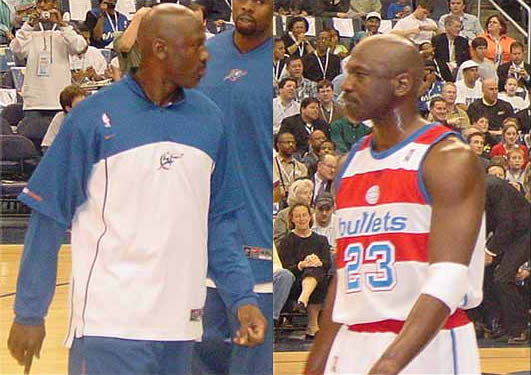
Michael Jordan als speler van de Wizards

Jordan kondigde in januari 1999 voor de tweede maal zijn vertrek aan. In 2000 keerde hij terug naar de NBA, maar niet als speler. De basketballegende werd mede-eigenaar van de Washington Wizards en werd hoofd van de afdeling Operaties van de club. De meningen lopen uiteen over hoe goed hij functioneerde in die positie. Hij wist de club te ontdoen van verschillende duurbetaalde, onpopulaire spelers, zoals Rod Strickland en Juwan Howard. Tijdens de NBA Draft van 2001 maakten de Wizards echter een ongelukkige keuze door als eerste voor Kwame Brown te gaan. De middelbare scholier maakte de verwachtingen in de jaren daarna niet waar.
In de zomer van 2001 maakte Jordan bekend wellicht terug te willen keren in de NBA ondanks uitspraken dat "het 99.9 procent zeker was” dat dat niet zou gebeuren. Hij nam alvast een voorschot door Doug Collins, de voormalige hoofdcoach van de Bulls, te benoemen bij de Washington Wizards voor het nieuwe seizoen. Op 25 september kondigde Jordan aan voor de tweede keer een comeback te maken. In het eerste jaar was hij topscorer van het team, maar speelde slechts zestig wedstrijden vanwege een knieblessure. In 2003 speelde hij voor de 15e keer in een NBA All-Star Game en passeerde daarmee Kareem Abdul-Jabbar als recordhouder aller tijden. In dat jaar speelde hij ook alle wedstrijden mee en scoorde gemiddeld 20 punten per wedstrijd. Ondanks zijn eigen goede optreden behaalde de Wizards geen een keer de play-offs. In 2003 speelde Jordan zijn laatste wedstrijd in de NBA.

## Clubeigenaar
Na zijn derde afscheid verwachtte Jordan terug te keren naar zijn oude staffunctie bij de Wizards. In mei 2003 ontsloeg clubeigenaar Abe Polin hem echter. Jordan zei dat hij nooit voor de Wizards zou hebben gespeeld als hij had geweten dat dit zou gebeuren.
In de jaren daarna was Jordan veel op de golfbaan te vinden, hield zich bezig met zijn gezin en de promotie van een eigen kledinglijn. Verder was hij eigenaar van een eigen motor raceteam.
Jordan kocht in 2006 een minderheidsbelang in het NBA-team de Charlotte Bobcats. Hij had de volledige zeggenschap over alle basketbalgerelateerde zaken. In februari 2010 verkreeg hij een meerderheidsbelang in de Bobcats. In het seizoen 2011-12 bereikten de Cats een historisch dieptepunt door slechts 7 van de 66 wedstrijden te winnen.

## Prijzen
- 6 x NBA Kampioen
- 5 x NBA Most Valuable Player Award
- 10 x NBA Scoring champion
- 15 x NBA All-Star
- 3 x NBA All-Star Game Most Valuable Player
- 6 x Bill Russell NBA Finals MVP Award
- 1 x NBA Defensive Player of the Year
- 11 x All-NBA selectie (10 x eerste team, 1 x tweede team)
- 9 x All-Defensive selectie (9x eerste team)
- NBA All-Rookie selectie
- NBA Rookie of the Year
- 2 x NBA Slam Dunk Contest kampioen
- Gekozen als een van de "50 Greatest Players in NBA History" (1996)
- Maakte deel uit van 2 teams in "Top 10 teams in NBA History" (1996)
- Opgenomen in de Basketball Hall of Fame
- 2 x olympisch goud
- 1 x Naismith College Player of the Year
- 1 x John R. Wooden Award
- 1 x Adolph Rupp Trophy
- 1 x USBWA College Player of the Year
- ACC Freshman of the Year
- 1 x ACC Men's Basketball Player of the Year
- 1 x The Sporting News College Player of the Year
- 1 x Sports Illustrated Sportsman of the Year
- 1ste in SLAM Magazine's Top 75 Players of All-time
- 1ste in ESPN Sportscentury's Top 100 Athletes of the 20th Century
- 1 x NCAA National Championship
- 7 x The Sporting News Most Valuable Player Award

## Trivia
- Jordan maakte ooit 69 punten in één reguliere competitiewedstrijd (1990)[2] en 63 in een playoff-wedstrijd (playoff-record).
- Het rugnummer van Jordan was 23. Hij speelde na zijn eerste terugkeer in 1995 met het rugnummer 45, omdat zijn vader was overleden en hij een frisse en nieuwe start wilde. Na dit mislukte seizoen echter, besloot hij terug te keren naar nummer 23. Daarvoor speelde hij noodgedwongen met rugnummer 12, nadat zijn jersey in 1990 voor aanvang van de wedstrijd tegen de Orlando Magic uit een tas was gestolen.

- Jordan is in samenwerking met Nike ook een schoenenmerk begonnen en iets later ook een kledingmerk. De film Air (2023), uitgebracht in 2023, vertelt het verhaal van de samenwerking tussen Nike, Inc en een jonge Jordan, waarbij de focus ligt op de totstandkoming van de iconische Air Jordan-basketbalschoen.

- De vrouw van Jordan, Juanita, eiste na hun scheiding in januari 2002 de zeggenschap over hun drie kinderen op.
- Jordan speelde samen met Bugs Bunny in de film Space Jam uit 1996.
- Jordan speelde in de clip van Michael Jacksons Jam. De single werd ook gebruikt in de 1992 NBA Championship video "Untouchabulls" van de Chicago Bulls', waar Jordan op dat moment speelde.
- Jordan stond in 2009 met $45 miljoen nog op de 3e plaats van best betaalde sportmannen (dankzij reclame-inkomsten & goede investeringen), terwijl hij al enkele jaren is gestopt.
- Hij is de eerste speler die tijdens een All-Star Game een triple-double wist te noteren.
- Hij was na Willis Reed (New York Knicks) in 1970 de tweede speler die alle drie de MVP-awards in een seizoen wist te winnen (Reguliere seizoen, All Star Game, Finals). Hij is echter wel de eerste die dit twee keer wist te doen (1996 en 1998). Shaquille O'Neal won daarna in 2000 nog alle MVP-awards, ook al deelde hij de All Star MVP-Award met Tim Duncan.
- In 2001 vestigt hij een nieuw. record door op zijn 38ste 51 punten te scoren in één wedstrijd
- In 2003 wordt hij de eerste 40+-jarige NBA-speler die meer dan 40 punten scoort in één wedstrijd.
- Op 23 mei 2020 verscheen de documentaireserie The Last Dance op Netflix, waarin de carrière van Michael Jordan en zijn laatste seizoen bij de Chicago Bulls (1997-1998) centraal staat.
- Op 22 september 2020 werd bekend dat Jordan samen met Denny Hamlin een raceteam op zal richten dat deelneemt in de NASCAR Cup Series. De NASCAR-coureur Bubba Wallace zal plaatsnemen achter het stuur.[3]